# 県 (松本市)

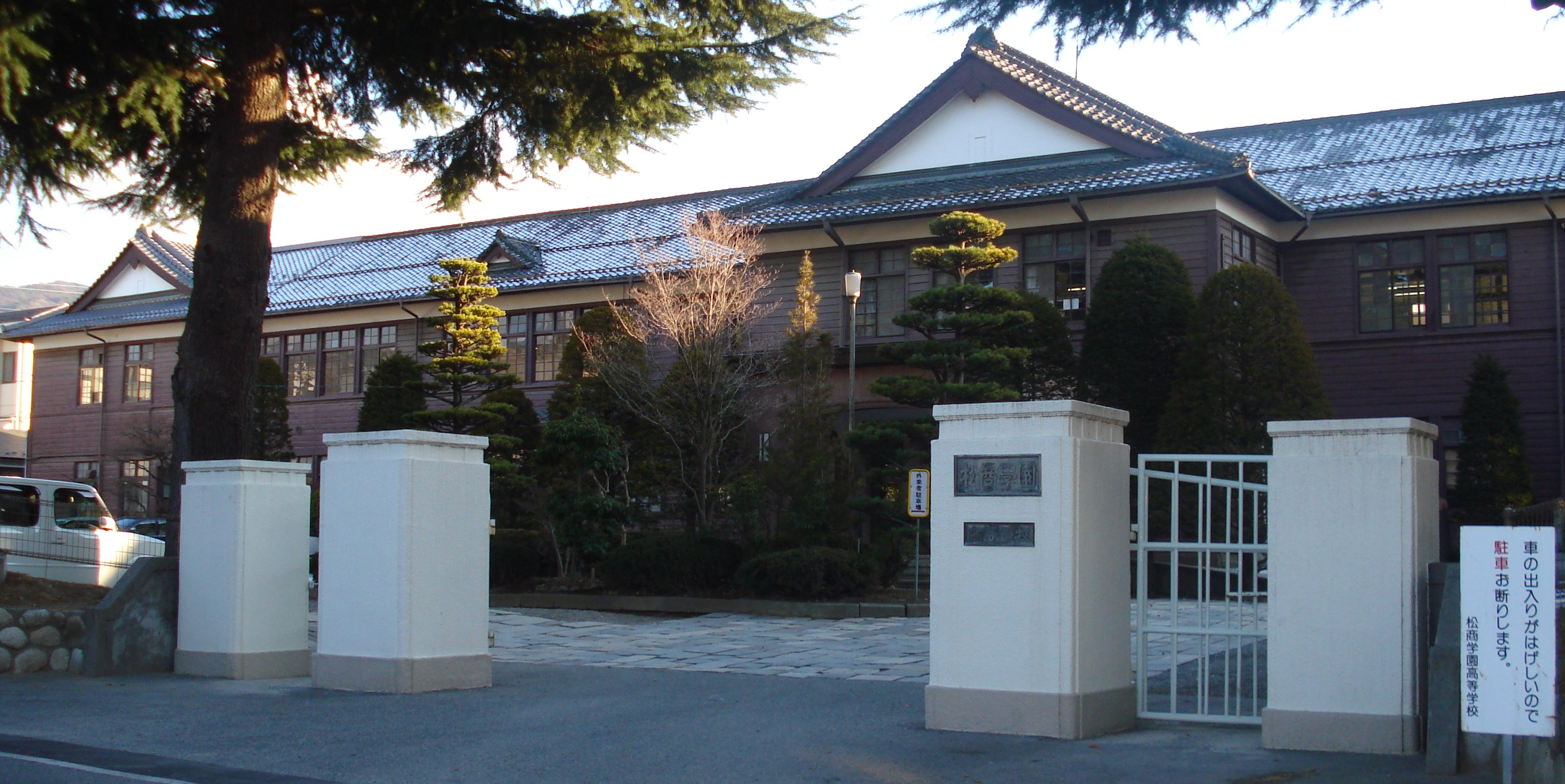
松商学園高等学校

県（あがた）は長野県松本市の地名であがたの森公園周辺の地区。現行行政地名は県1丁目から県3丁目、住居表示実施地区。郵便番号は390-0812。

## 概要
松商学園高等学校、長野県松本県ヶ丘高等学校、あがたの森公園（旧制松本高校跡地）、あがたの森図書館、蚕糸記念公園、市立源池小学校がある。あがたの森公園内には旧制高等学校記念館があり多くの観光客が訪れる。市の中枢部にも近く、市街地の中のオアシスになっている。やまびこ道路沿いには郊外型専門店や3階建て程度の中規模のビルが建っている。
江戸時代は埋橋村の一部であり、「埋橋の森」と呼ばれた場所に藩主・松平丹波守一族の廟所丹波塚があった。地名は古代に県主（あがたぬし）の役所が置かれていたことに因むといい、それに絡む遺跡もいくつかある（県町遺跡など）。俗地名として源智、四ッ谷（四ッ家）、金山などがある。

## 歴史
- 1966年9月1日 - 全域で住居表示実施[4]。

## 世帯数と人口
2018年（平成30年）10月1日現在の世帯数と人口は以下の通りである。
| 丁目    | 世帯数  | 人口    |
| ------- | ------- | ------- |
| 県1丁目 | 391世帯 | 801人   |
| 県2丁目 | 370世帯 | 807人   |
| 県3丁目 | 182世帯 | 374人   |
| 計      | 943世帯 | 1,982人 |

## 主な施設
- 松商学園高等学校
- 長野県松本県ヶ丘高等学校
- あがたの森公園
  - 旧制高等学校記念館
  - あがたの森図書館
- 蚕糸記念公園
- 松本市立源池小学校
- 松本市立あがた保育園
- 鈴蘭幼稚園